# Molekulový přesmyk
Molekulový přesmyk je reakce, v jejímž průběhu dochází k přesunu atomů z jednoho místa molekuly na místo jiné. V řadě případů je přesmyk spojen se stabilizací systému. Jinými slovy řečeno, přesmykem se může méně stabilní sloučenina změnit na jinou, stabilnější.

## Příklady
Příkladem molekulového přesmyku může být přesmykování kumulovaných dienů (s dvojnými vazbami vycházejícími ze stejného uhlíku) na odpovídající alkyny, např.:
H2C=C=CH2 → HC≡C-CH3.